# Kopfsatz
Als Kopfsatz wird der erste Satz einer Sonate oder Sinfonie bezeichnet. In den überwiegenden Fällen hat er die Form eines Sonatensatzes und ist meistens der thematisch gehaltvollste Satz des gesamten Werkes. Das Gegengewicht bildet, zumindest in einer Sinfonie, der Finalsatz, der aus diesem Grunde ebenfalls oft wie ein Sonatenhauptsatz oder eine Abwandlung hiervon gebaut ist.